# 제77회 영국 아카데미 영화상
제77회 영국 아카데미 영화상  (BAFTA)은 2024년 2월 18일 런던 사우스 뱅크 센터 내 로열 페스티벌 홀에서 2023년 최고의 국내외 영화를 시상하기 위해 개최되었다. 영국영화 텔레비전 예술 아카데미 가 주최하는 이 시상식은 2023년 영국 영화관에서 상영된 모든 국적의 최고의 장편 영화들과 다큐멘터리들에 수여되었다.
행사는 데이비드 테넌트가 처음으로 진행을 맡았으며, 테넌트는 "EE BAFTA 영화상을 주최하고 올해 최고의 영화들과 이 영화들에게 생명을 불어넣은 많은 훌륭한 사람들을 축하하도록 돕도록 요청받게 되어 기쁘다"고 말했다. 방송은 영국의 BBC One 과 iPlayer 에서 그리니치 평균시 19:00~21:00 동안 생중계 되었으며, 그외 캐나다, 덴마크, 핀란드, 노르웨이, 남아프리카, 스웨덴 및 미국에서도 BritBox International이 생중계했다.
BAFTA 예비후보 목록은 2024년 1월 5일에 공개되었으며, 후보는 2024년 1월 18일 런던 195 Piccadilly에 있는 예술 자선 단체 본부에서 전 EE Rising Star Award 후보 나오미 애키와 킹증리 밴어디어가 라이브스트리밍을 통해 발표했다. 라이브 스트림은 BAFTA의 Twitter 및 YouTube 페이지에서도 시청할 수 있다. 인기 투표로 진행된 유일한 부문인 EE 라이징 스타 후보는 2024년 1월 10일에 공개되었다. 수상자는 2024년 2월 18일에 발표되었다

## 후보 및 수상자

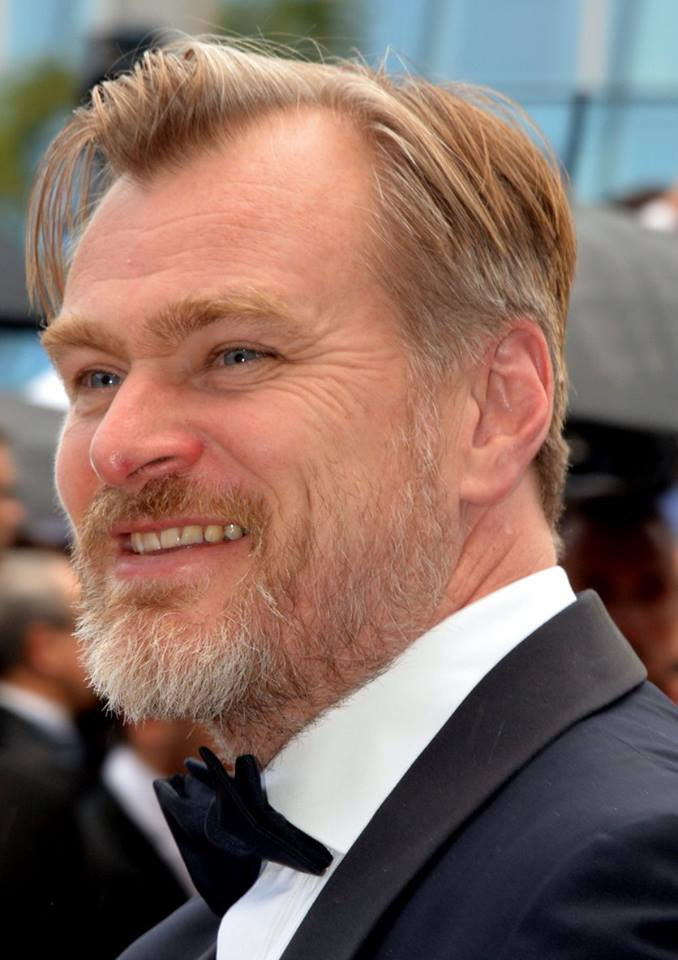
작품상 공동 수상자이자 감독상 수상자인 크리스토퍼 놀란

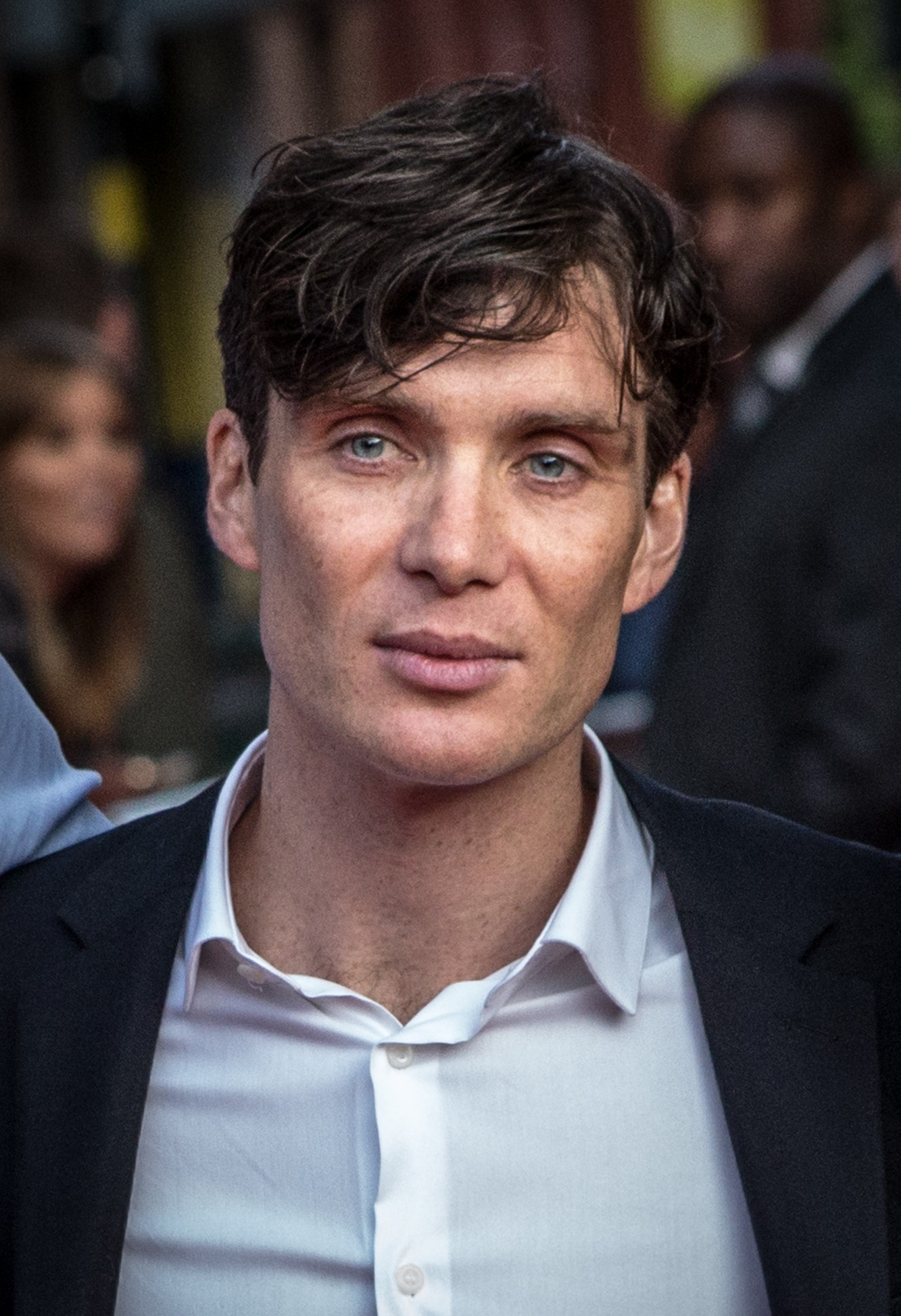
남우주연상 수상자 킬리언 머피

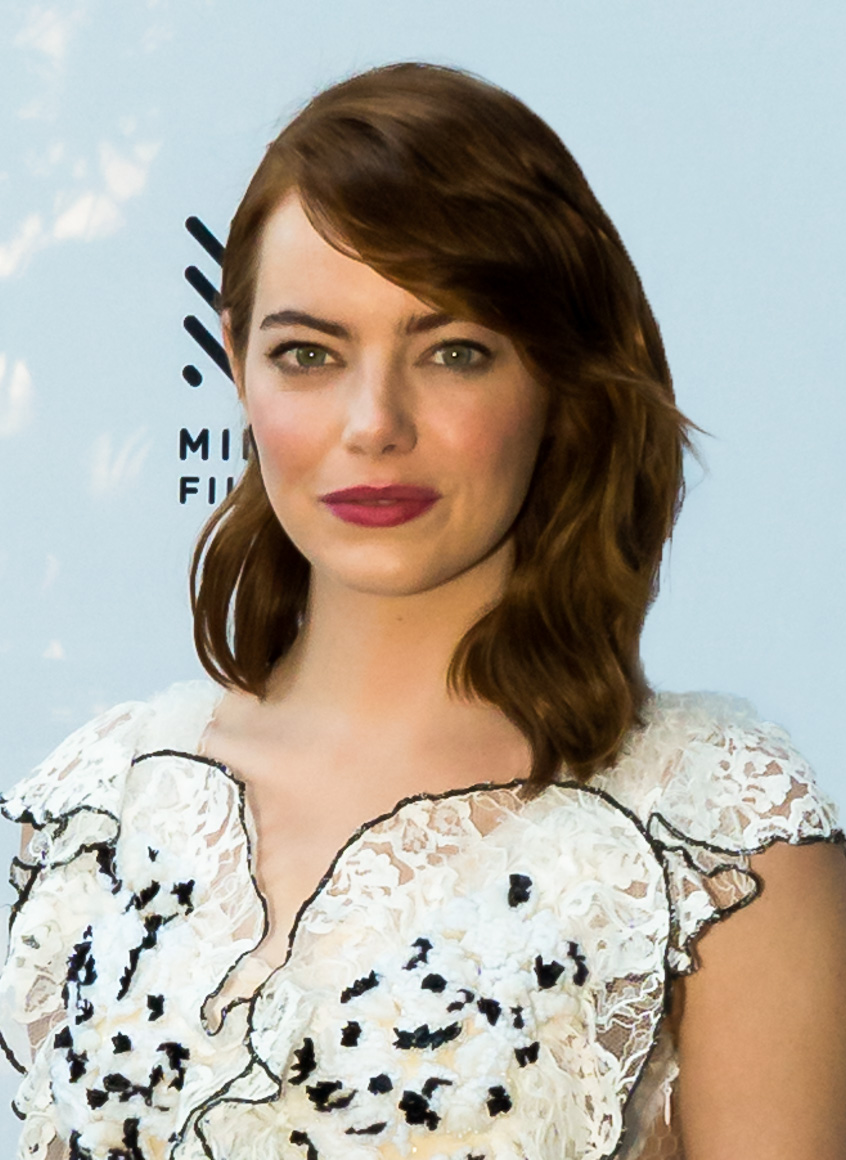
여우주연상 수상자 엠마 스톤

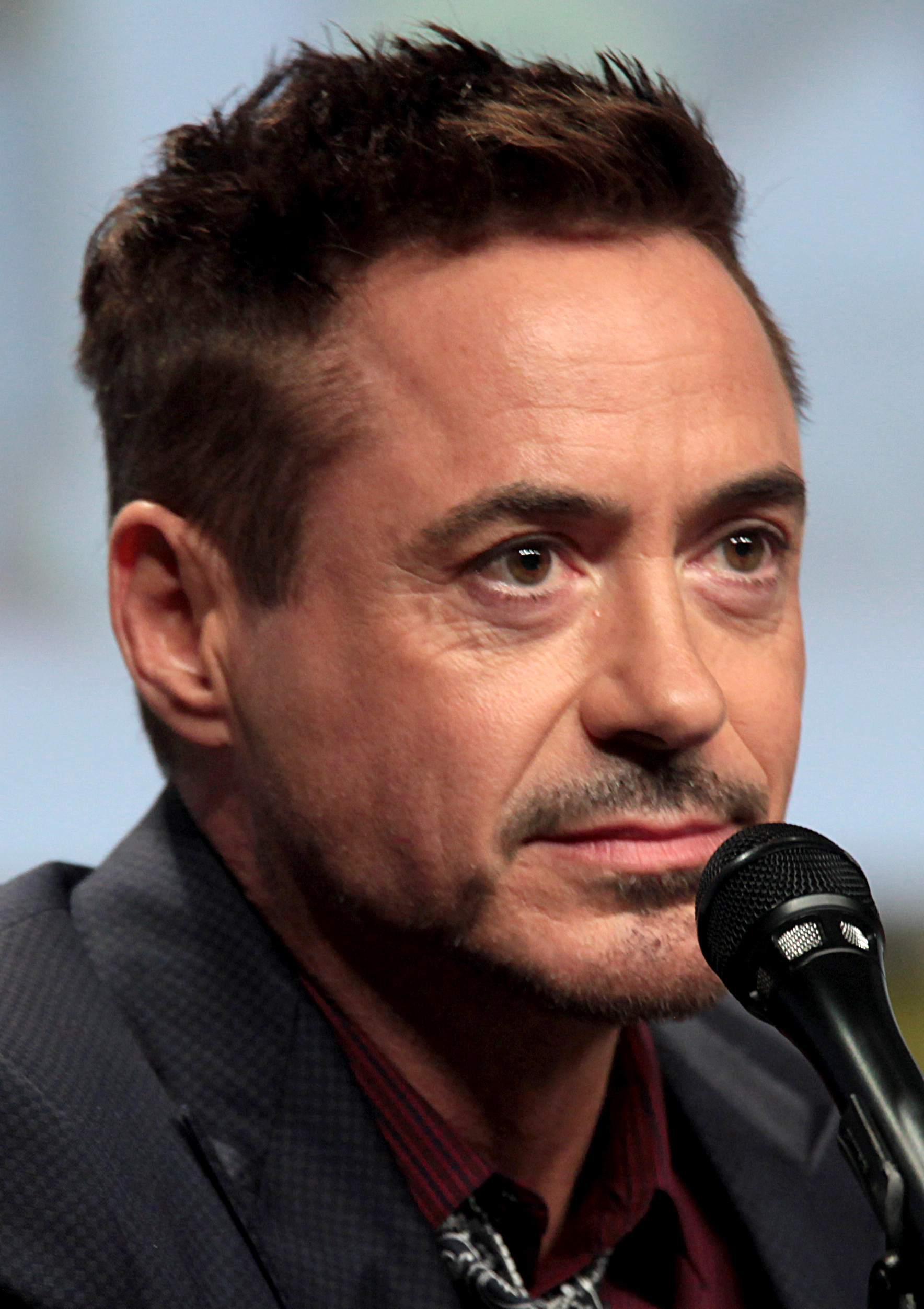
남우조연상 수상자 로버트 다우니 주니어

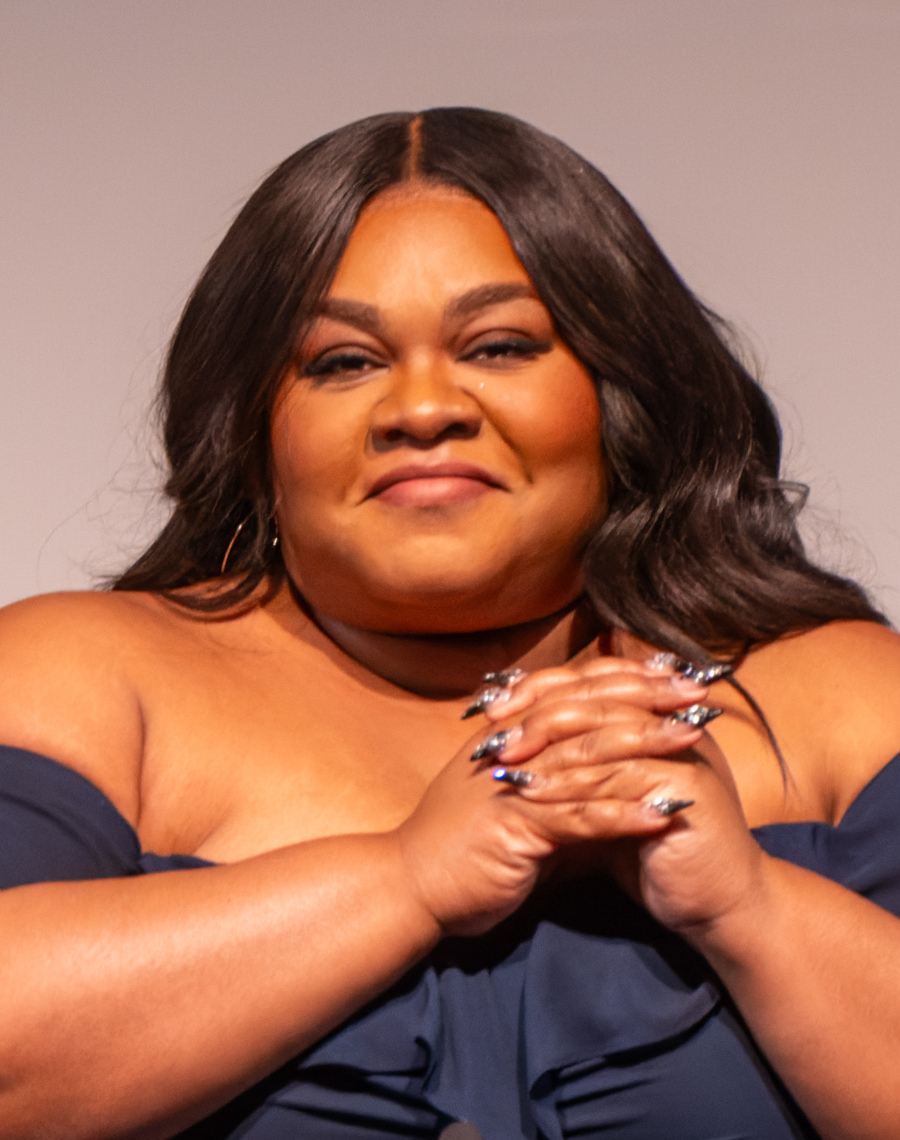
여우조연상 수상자 데이바인 조이 랜돌프

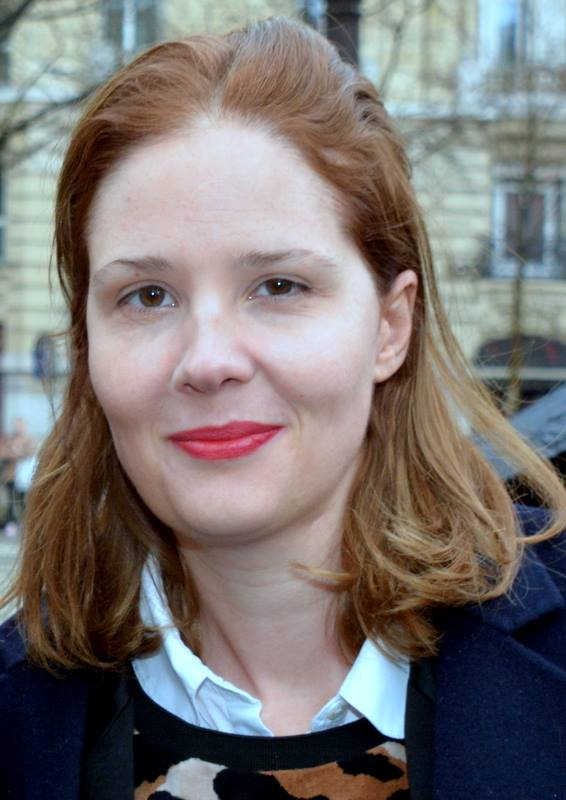
각본상 공동 수상자 쥐스틴 트리에

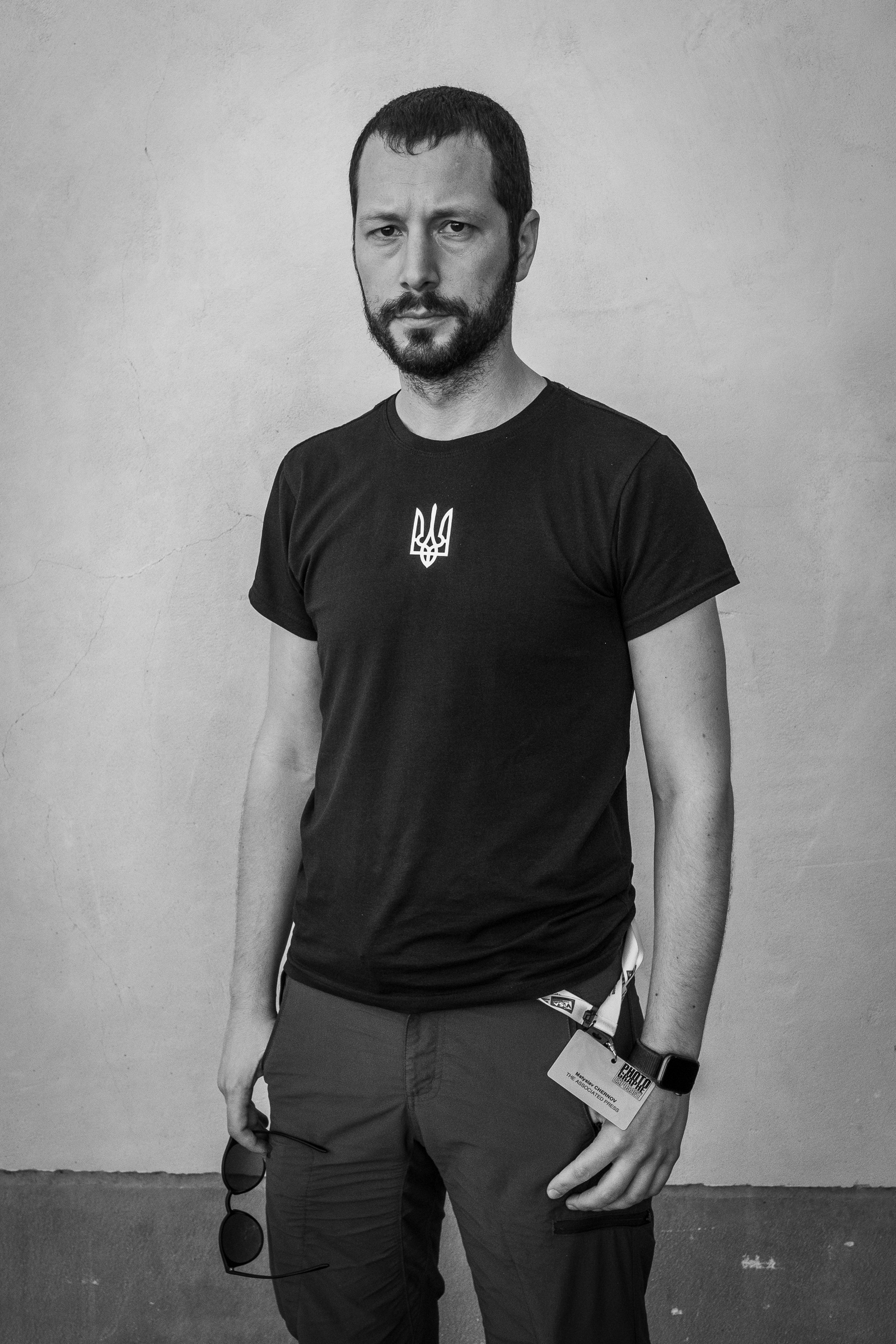
다큐멘터리상 공동 수상자 므스티슬라우 체르노우

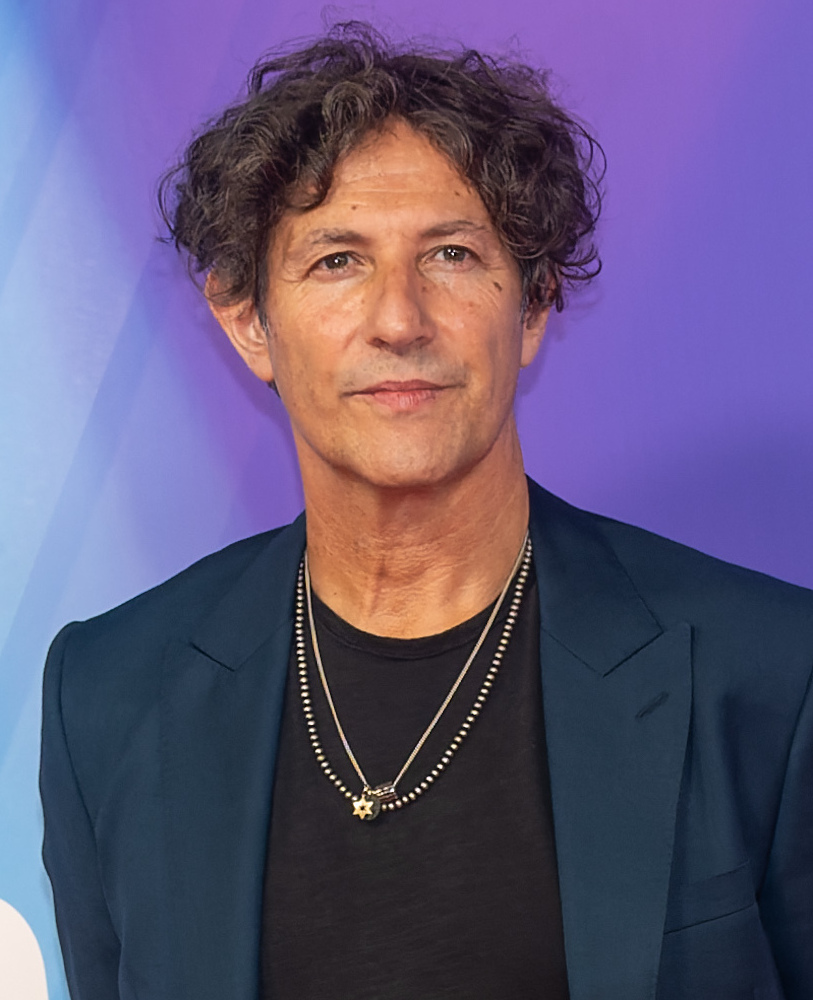
외국어 영화상 수상자이자 영국 영화상 공동 수상자 조너선 글레이저

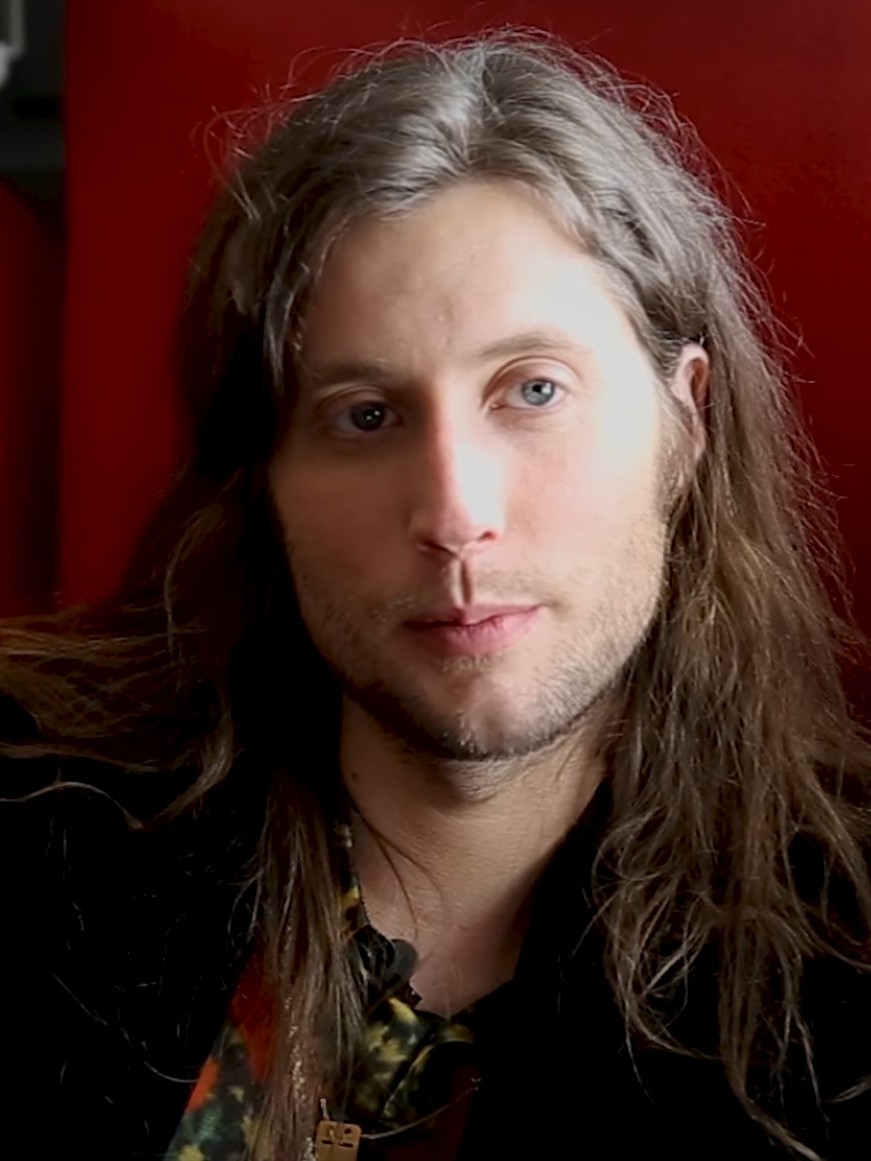
음악상 수상자 루드비그 예란손

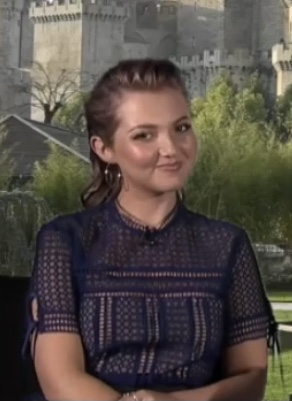
미아 매케나브루스, EE 라이징 스타상 수상자

BAFTA 예비 후보는 2024년 1월 5일에 발표되었으며, 최종 후보는 2024년 1월 18일에 발표되었다 수상자는 2024년 2월 18일에 발표되었다

### BAFTA 펠로우십
- 서맨사 모턴[20]

### 공로상
- 준 지바니[21]

### 수상 내역
수상작은 굵은 글씨로 강조됨.
| 작품상 - 오펜하이머 – 크리스토퍼 놀란, 찰스 로븐, 에마 토머스 - 추락의 해부 – 마리앙주 루시아니, 데이빗 시온 - 바튼 아카데미 – 마크 존슨 - 플라워 킬링 문 – 댄 프리드킨, 다니엘 루피, 마틴 스코세이지, 브래들리 토마스 - 가여운 것들 – 에드 게인니, 요르고스 란티모스, 앤드류 로우, 엠마 스톤 | 감독상 - 크리스토퍼 놀란 – 오펜하이머 - 브래들리 쿠퍼 – 마에스트로 번스타인 - 조너선 글레이저 – 존 오브 인터레스트 - 앤드류 헤이그 – 올 오브 어스 스트레인저스 - 알렉산더 페인 – 바튼 아카데미 - 쥐스틴 트리에 – 추락의 해부 |
| 남우주연상 - 킬리언 머피 – 오펜하이머에서 J. 로버트 오펜하이머 역 - 브래들리 쿠퍼 – 마에스트로 번스타인에서 레너드 번스타인 역 - 콜먼 도밍고 – 러스틴에서 바이어드 러스틴 역 - 폴 지어마티 – 바튼 아카데미에서 폴 역 - 베리 키오건 – 솔트번에서 올리버 퀵 역 - 유태오 – 패스트 라이브즈에서 해성 역 | 여우주연상 - 엠마 스톤 – 가여운 것들에서 벨라 백스터 역 - 판타지아 배리노 – 컬러 퍼플에서 셀리 해리스존슨 역 - 잔드라 휠러 – 추락의 해부에서 잔드라 보이터 역 - 캐리 멀리건 – 마에스트로 번스타인에서 펠리시아 몬테알레그레 역 - 비비안 오파라 – Rye Lane에서 Yas 역 - 마고 로비 – 바비에서 바비 역                                                         |
| 남우조연상 - 로버트 다우니 주니어 – 오펜하이머에서 루이스 스트로스 - 로버트 드 니로 – 플라워 킬링 문에서윌리엄 킹 헤일 역 - 제이컵 엘로디 – 솔트번에서 펠릭스 케톤 역 - 라이언 고슬링 – 바비에서 켄 역 - 폴 메스컬 – 올 오브 어스 스트레인저스에서 해리 역 - 도미닉 세사 – 바튼 아카데미에서 앵거스 툴리 역 | 여우조연상 - 데이바인 조이 랜돌프 – 바튼 아카데미에서 랜돌프 메리 역 - 에밀리 블런트 – 오펜하이머에서 키티 오펜하이머 역 - 대니엘 브룩스 – 컬러 퍼플에서 소피아 역 - 클레어 포이 – 올 오브 어스 스트레인저스에서 엄마 역 - 잔드라 휠러 – 더 존 오브 인터레스트 에서 헤드비히 회스 역 - 로저먼트 파이크 – 솔트번에서 엘스페스 캐튼 역                        |
| 각본상 - 추락의 해부 – 쥐스틴 트리에와 아르튀르 아라리 - 바비 – 그레타 거윅과 노아 바움백 - 바튼 아카데미 – 데이빗 헤밍슨 - 마에스트로 번스타인 – 브래들리 쿠퍼와 조시 싱어 - 패스트 라이브즈 – 셀린 송 | 각색상 - 아메리칸 픽션 – 코드 제퍼슨 - 올 오브 어스 스트레인저스 – 앤드류 헤이그 - 오펜하이머 – 크리스토퍼 놀ㄹ나 - 가여운 것들 – 토니 맥나마라 - 존 오브 인터레스트 – 조너선 글레이저 |
| 애니메이션 영화상 - 그대들은 어떻게 살 것인가 – 미야자키 하야오와 스즈키 도시오 - 치킨 런: 너겟의 탄생 – 샘 펠, 레일라 호바트, 스티브 페그램 - 엘리멘탈 – 피터 손, 데니스 림 - 스파이더맨: 어크로스 더 유니버스 – 조아킹 두스산투스, 켐프 파워스, 저스틴 K. 톰슨, 아비 아라드, 필 로드 & 크리스토퍼 밀러, 에이미 파스칼, 크리스티나 스타인버그 | 다큐멘터리상 - 마리우폴에서의 20일 – 므스티슬라우 체르노우와 라니 아론슨-라스 - American Symphony – 매튜 하이네만, 로렌 도미노, 조단 오쿤 - Beyond Utopia – 매들린 개빈, 레이첼 코헨, 자나 에델바움 - Still: A Michael J. Fox Movie – 데이비스 구겐하임, 조너선 킹, 어니타 마리온 - 왬! – 크리스 스미스                                                     |
| 외국어 영화상 - 존 오브 인터레스트 – 조너선 글레이저 - 마리우폴에서의 20일 – 므스티슬라우 체르노우와 라니 아론슨라스 - 추락의 해부 – 쥐스틴 트리에, 마리-앙주 루시아니, 데이빗 시온 - 패스트 라이브즈 – 셀린 송, 데이비드 히노조사, 파멜라 코플러, 크리스틴 베이천 - 안데스 설원의 생존자들 – J. A. 바요나, 벨렌 아티엔자 | 캐스팅상 - 바튼 아카데미 – 수잔 숍메이커 - 올 오브 어스 스트레인저스 – 칼린 크로포드 - 추락의 해부 – 신시아 아라 - 하우 투 해브 섹스 – 이사벨리 오도핀 - 플라워 킬링 문 – 엘렌 루이스, 르네 헤인스 |
| 촬영상 - 오펜하이머 – 호이터 판호이테마 - 플라워 킬링 문 – 로드리고 프리에토 - 마에스트로 번스타인 – 매슈 리버티크 - 가여운 것들 – 로비 라이언 - 더 존 오브 인터레스트 – 우카시 잘 | 의상상 - 가여운 것들 – 홀리 워딩턴 - 바비 – 재클린 듀란 - 플라워 킬링 문 – 재클린 웨스트 - 나폴레옹 – 데이브 크로스먼, 자나티 예이츠 - 오펜하이머 – 엘렌 미로즈닉 |
| 편집상 - 오펜하이머 – 제니퍼 라메 - 추락의 해부 – 로랑 세네샬 - 플라워 킬링 문 – 셀마 스쿤메이커 - 가여운 것들 – 요르고스 마브로프사리디스 - 존 오브 인터레스트 – 폴 와츠 | 분장상 - 가여운 것들 – 나디아 스테이시, 마크 쿨리어, 조쉬 웨스톤 - 플라워 킬링 문 – 케이 조지우, 토머스 넬렌 - 마에스트로 번스타인 – 시안 그리그, 케이 조지우, 카즈 히로, 로리 맥코이 벨 - 나폴레옹 – 자나 카르보니, 프란체스코 페고레티, 새틴더 쿰버와 줄리아 버논 - 오펜하이머 – 루이사 아벨, 제이미 리 매킨토시, 제이슨 해머, 아후 모피드                |
| 음악상 - 오펜하이머 – 루드비그 예란손 - 플라워 킬링 문 – 로비 로버트슨 (사후) - 가여운 것들 – 저스킨 팬드릭스 - 솔트번 – 앤서니 윌리스 - 스파이더맨: 어크로스 더 유니버스 – 대니얼 펨버턴 | 미술상 - 가여운 것들 – 쇼나 히스, 제임스 프라이스, 주자 미할렉 - 바비 – 사라 그린우드, 케이티 스펜서 - 플라워 킬링 문 – 잭 피스크, 아담 윌리스 - 오펜하이머 – 루스 드 종, 클레어 카우프만 - 더 존 오브 인터레스트 – 크리스 오디, 조안나 마리아 쿠스, 카타르지나 시코라                                                                                      |
| 음향상 - 더 존 오브 인터레스트 – 조니 번, 탄 윌러스 - - 페라리 – 안젤로 보나니, 토니 램베르티, 앤디 넬슨, 리 올로프, 버나드 와이저 - 마에스트로 번스타인 – 리처드 킹, 스티브 모로우, 톰 오자니치, 제이슨 루더, 딘 주판치치 - 미션 임파서블: 데드 레코닝– 크리스 버든, 제임스 H. 매더, 크리스 먼로, 마크 테일러 - 오펜하이머 – 윌리 버튼, 리처드 킹, 케빈 오코넬, 게리 A. 리조 | 시각효과상 - 가여운 것들 – 사이먼 휴즈 - 크리에이터 – 조너선 불록, 샤메인 찬 , 이안 컴리, 제이 쿠퍼 - - 가디언즈 오브 갤럭시: Volume 3 – 테오 비알렉, 스테판 세레티, 알렉시스 왁스브로, 가이 윌리엄스 - 미션 임파서블: 데드 레코닝 – 닐 코볼드, 시몬 코코, 제프 서덜랜드, 알렉스 우트케 - 나폴레옹 – 헨리 바제트, 닐 코볼드, 찰리 헨리, 뤽-이웬 마틴-페누예 |
| 영국 영화상 - 더 존 오브 인터레스트 – 조너선 글레이저, 제임스 윌슨, 에바 푸슈친스카 - 올 오브 어스 스트레인저스 – 앤드류 헤이그, 그레이엄 브로드벤트, 피트 체르닌, 사라 하비 - How to Have Sex – 몰리 매닝 워커, 에밀리 레오, 이바나 맥키넌, 콘스탄티노스 콘토브라키스 - 나폴레옹 – 리들리 스콧, 마크 허프만, 케빈 J. 월시, 데이비드 스카르파 - 나의 올드 오크 – 켄 로치, 레베카 오브라이언과 폴 래버티 - 가여운 것들 – 에드 게인니, 요르고스 란티모스, 앤드류 로우, 엠마 스톤, 토니 맥나마라 - Rye Lane – 레인 앨런-밀러, 이본 이시메메 이바제보, 데미안 존스, 네이선 브라이언, 톰 멜리아 - 솔트번 – 에메랄드 페넬, 조시 맥나마라, 마고 로비 - Scrapper – 샤를로테 리건과 테오 배로클로프 - 웡카 – 폴 킹, 알렉산드라 더비셔, 데이비드 헤이먼, 사이먼 파너비 | 신인상 |
| EE 라이징 스타상 - 미아 매케나브루스 - 피비 디네버 - 아요 어데버리 - 제이컵 엘로디 - 소피 와일드 | |